# Tonwarenfabrik Ziegler

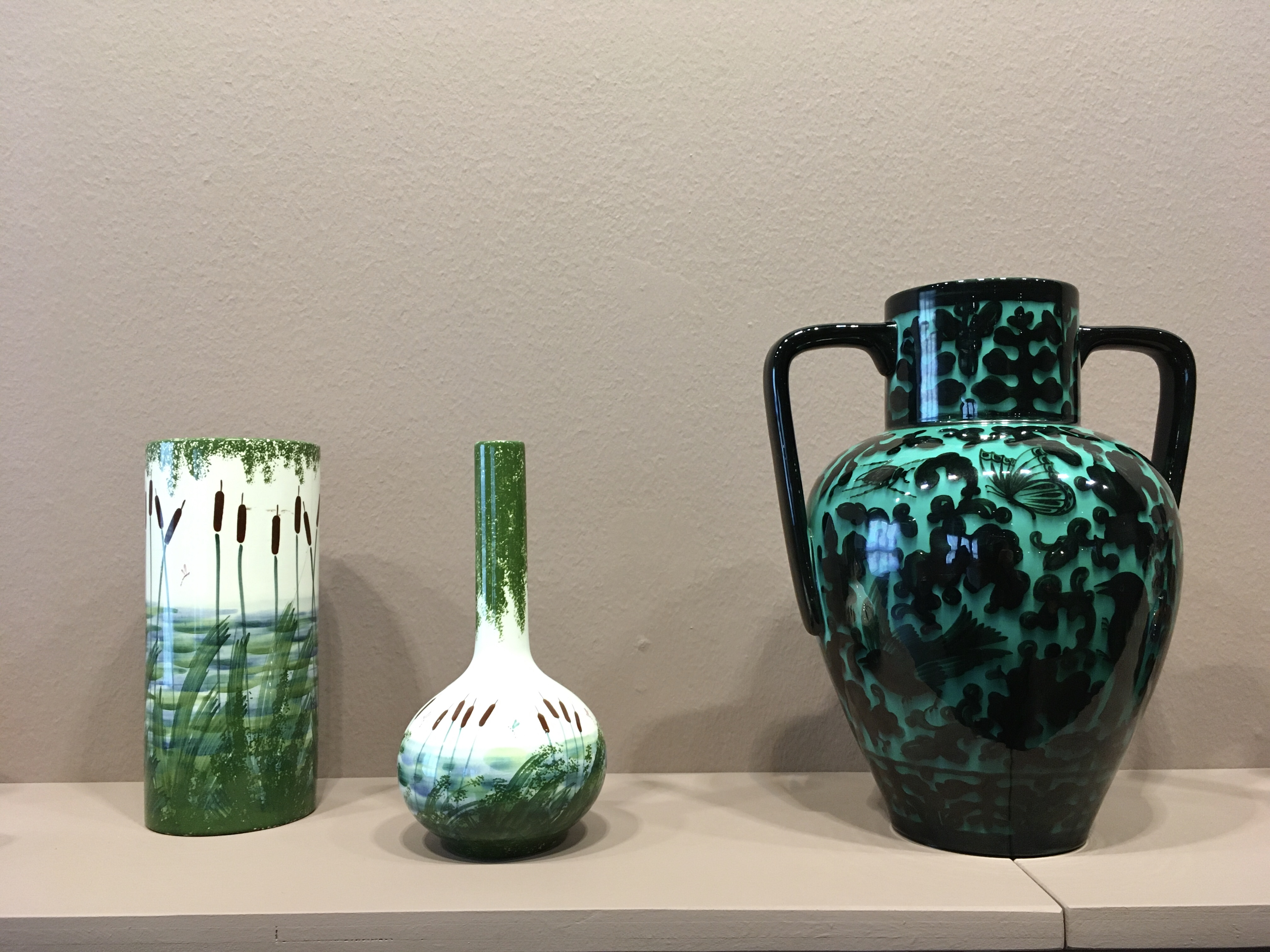
Ziegler-Keramik

Die Ziegler Keramik oder Tonwarenfabrik Ziegler A.G. bestand von 1828 bis 1973 in Schaffhausen in der Schweiz.

## Geschichte
Die Ziegler Tonwarenfabrik wurde 1828 von Jakob Ziegler (1775–1863) in Schaffhausen gegründet. Es war kulturhistorisch gesehen die Zeit des Biedermeier, der Epoche zwischen 1815 und 1848. Der 1775 in Winterthur geborene Johann Jakob Ziegler – später Ziegler-Pellis, war der Sohn eines Theologen, Chemikers, Arztes und Unternehmers. Der Vater, Johann Heinrich Ziegler, war Gründungsmitglied der ersten chemischen Fabrik in der Schweiz, dem Laboratorium (chemische Fabrik) in Winterthur-Neuwiesen. In der chemischen Fabrik wurde hauptsächlich Schwefelsäure, aber auch Salzsäure, Glaubersalz, Soda, Salpetersäure, Chlorkalk etc. produziert.
Jakob Ziegler studierte in Lausanne Chemie und leitete zunächst ab 1818 das väterliche Unternehmen. Er heiratete dreimal, zuletzt 1839 Fanny Pellis und nahm den Namen Pellis in seinen Familiennamen auf. Er baute unter anderem eine grosse Tonwarenfabrik in Schaffhausen und Flurlingen auf, die der industriellen Entwicklung Schaffhausens zu weiterem wirtschaftlichen Aufschwung verhalf und Arbeitsplätze schuf.
Fünf Generationen entwickelten von der Gründung bis zur Schliessung 1973 eine Vielzahl von keramischen Produkten, wie Ziegel, Dachfenster, Bauverzierungen, Leitungsrohre, Geschirr, Dekorationsprodukte und viele andere Artikel. Er erfand und forschte u. a. an der Herstellung eines explosionsfreien Sprengstoffpulvers. Die Geschichte eines Familienunternehmens, das mit seinen Produkten Medaillen erhielt, Preise gewann, an der Wiener und der Pariser Weltausstellung teilnahm, deren Produktionsstätten ab 1843 mehrfach durch Brände zerstört und wieder aufgebaut wurden, 1944 bombardiert und erneut aufgebaut wurden, endete 1973.
Sie beschäftigten in der Zeit zwei bedeutende Künstler, den Bildhauer Johann Jakob Oechslin und den Keramiker Gustav Spörri. 1949 richteten sie eine Kunstabteilung ein, um gegen die preiswerteren Auslandsprodukte konkurrenzfähig zu bleiben. Ab 1955 war der beginnende Stellenabbau unvermeidbar. Trotz verschiedener Innovationen musste die Keramikproduktion ab 1965 verkleinert werden, und so produzierten sie nur noch mit wenigen Produkten bis zur Schliessung 1973. Die Brüder Werner und Rolf Ziegler betrieben noch mit freien Mitarbeitern bis 1984 eine keramische Kleinstproduktion. Bei archäologischen Ausgrabungen 2017 wurden auf dem ehemaligen Firmenareal in Flurlingen zahlreiche keramische Objekte geborgen.

### Beginn
Die Gründung der Ziegler’schen Tonwarenfabrik wird auf das Jahr 1828 datiert. Gründer war der aus Winterthur stammende Jakob Ziegler, ein bekannter Erfindergeist und Besitzer mehrerer Fabriken im In- und Ausland. Es begann zunächst mit der Pacht der städtischen Ziegelhütte in Schaffhausen. Ziegler betätigte sich zunächst als Ziegelbrenner und baute neben der städtischen Ziegelhütte ein weiteres Gebäude, um chemische Gefässe, Leitungsröhren und Kochgeschirr aus Ton herzustellen.
Zuvor errichtete er 1815 in Neftenbach eine Schnellbleiche, die er kurze Zeit später zu einer Rotfärberei umbaute. Sie war bis in die 1850er Jahre die grösste in der Schweiz und beschäftigte im Jahr 1855 noch 112 Arbeiter. Er beteiligte sich auch an einer Zeugdruckerei in Richterswil. Und die 1828 übernommene Ziegelhütte am rechten Rheinufer in Schaffhausen sollte zunächst Keramik Gefässe für das Laboratorium der Fabrik seines Vaters herstellen. Das dabei entwickelte Verfahren wandte er auf Leitungsröhren aus gebranntem Ton an.
In der Zeit der industriellen Revolution existierten bereits zahlreiche Ziegeleien und Keramische Fabriken im näheren Umland. Zieglers forschender Geist gepaart mit geschäftlichem Unternehmertum, seine vielfältigen Interessen und Verbandsmitgliedschaften waren vom Erfolg gekrönt. Er konstruierte 1817 einen grossen Dampfkochtopf, um Knochen zu sieden und Nährstoffe herauszuziehen, zur Linderung der Hungersnot. Er baute Schmelzöfen zur eigenen Glasherstellung und stellte Mineralwasser her, das in Paris 1832 wegen der Cholera-Epidemie reissenden Absatz fand. Die Fabrikation von Mineralwasser in Winterthur betrieb Jakob Ziegler-Pellis bis in seine letzten Lebensjahre.

### Aufbau und Entwicklung
Es erfolgte 1831 der Kauf eines Steinbruchs in der Gemeinde Flurlingen gegenüber am linken Rheinufer mit der Errichtung weiterer Bauten mit Bau eines Rhein-Zulaufkanals zum betriebseigenen Wasserwerk. Er scheute keine Mühe, um die Wasserkraft des Rheines zu nutzen, und liess einen Rheinfelsen durchbohren. Weitere Fabrikgebäude links und rechts des Rheines wurden errichtet. Kurzfristig richtete er eine Baumwollweberei mit 50 Webstühlen ein, die nach drei Jahren geschlossen wurde. Im Jahre 1839 verlagerte er die Herstellung von Kochgeschirr und Fayencen auf sein linksrheinisches Unternehmen, während er sich rechtsseitig auf die Fertigung von Röhren, Falzziegeln, architektonischen Verzierungen, Vasen, Büsten und Terrakotta-Gruppen konzentrierte. Er nahm 1843 an der ersten Schweizerischen allgemeinen Industrie- und Gewerbeausstellung in St. Gallen unter anderem mit Schmelztiegeln teil, 1846 an der ersten Industrieausstellung des Kantons Zürich mit Tonröhren, Backsteinen, architektonischen Verzierungen, braunem Kochgeschirr, Vasen, Urnen und Medaillen. 1848 erfolgte die Teilnahme an der zweiten Industrie- und Gewerbeausstellung in Bern mit der Auszeichnung einer Goldmedaille.
1850 erwarb er die bisher gepachtete städtische Ziegelhütte. 1851 war seine Teilnahme an der ersten Weltausstellung in London, wo er einen neugotischen Taufstein ausstellte, der später von den Kirchengemeinden Bassersdorf (1855), Neukirch-Egnach (1857) und der Dorfkirche Bubikon (1879) bestellt und erworben wurde. 1857 wurden auf der dritten Schweizer Industrie- und Gewerbeausstellung in Bern vorwiegend Werke von Johann Jacob Oechslin gezeigt, mit der Auszeichnung einer Bronzemedaille. 1860 erfolgte der Bau eines hölzernen Rheinsteges und die Teilnahme an der Industrieausstellung in Uster. 1863 ereignete sich der Tod von Jakob Ziegler-Pellis.
Sein Sohn Johannes Ziegler-Ernst übernahm das Unternehmen. 1866 erfolgte die Umstellung von Hand- auf Maschinenbetrieb. Es folgte die Errichtung eines neuen Fabrikgebäudes mit modernem Brennofen. 1868 starb Johannes Ziegler-Ernst und die Fabrik wurde vom Verwalter Friedrich Zollinger geleitet. Von 1870 bis 1873 gab es weitere Preise für ausgezeichnete Leistungen. 1874 erfolgte der Eintritt von Hermann Ziegler-Fauler, zwei Jahre später von Eduard Ziegler-Ziegler. 1876 erfolgte die Umstellung auf Steingut und damit die Herstellung als erstes schweizerisches Unternehmen. 1878 war die Teilnahme an der Weltausstellung in Paris mit Auszeichnung einer Silbermedaille, 1883 gab es eine Auszeichnung für Geschirr und Tonröhren von guter Qualität. Weisses und dekoriertes Steingut wurde zum Hauptprodukt. 1890 wurde die mechanische Ziegel- und Röhrenfabrik gegründet. 1894 folgten Ausstellung und Auszeichnung mit goldenem Ehrendiplom in Zürich, 1896 die Auszeichnung mit einer Goldmedaille in Genf.
1907 erfolgte der Eintritt von Ziegler-Studer in die Firma, 1910 der Austritt von Hermann Ziegler-Fauler. 1912 wurde durch eine Brandkatastrophe ein grosser Teil der rechtsrheinischen Anlage zerstört, jedoch sofort wieder aufgebaut. Bei der schweizerischen Landesausstellung 1914 erhielt er die Auszeichnung mit einer Goldmedaille. 1915 erfolgte eine Umwandlung der Kollektivgesellschaft Ed. Ziegler + Sohn in eine Aktiengesellschaft. Durch die Kriegserschwerungen wurde ab 1917 die Arbeitszeit auf 8 Uhr bis 17 Uhr beschränkt und es erfolgte die Einführung des freien Samstagnachmittags. 1918 wurden die linksrheinischen Liegenschaften samt Wasserkraft an die Stadt Schaffhausen verkauft.
1918 bis 1930 erfolgten zahlreiche Beteiligungen an Ausstellungen und Messen. 1933 gab es eine Programmerweiterung zur Herstellung elektrischer Beleuchtungskörper. 1935 starb Eduard Ziegler-Ziegler. 1938 trat Werner Ziegler-Egger, die fünfte Generation des Familienbetriebes, in die Firma ein. Dann erfolgte 1941 der Eintritt von Rolf Ziegler. Mit ihm begann die Teilumstellung des Brennbetriebs auf Elektrizität. 1942 ereignete sich ein Brand im Brennhaus und es erfolgte die Einweihung der neuen Rheinbrücke Schaffhausen–Flurlingen. 1944 verstarb Eduard Ziegler-Studer. Am 1. April 1944 wurde Schaffhausen von den US-Amerikanern irrtümlich bombardiert, mehr als zwei Drittel des Betriebes und das gesamte Firmenarchiv wurden zerstört. 1945–1946 wurde der Wiederaufbau vorgenommen. 1947 wurde die gesamte Produktion von Weichsteingut (Kalksteingut) auf Hartsteingut (Feldspatsteingut) umgestellt. 1949 wurde eine Kunstabteilung in das Programm aufgenommen. Sie erhielt den ersten Platz in der Fabrikation. Seit 1919 wies das Unternehmen regelmässige Teilnahmen an der MUBA aus. In den frühen 1950er Jahren wurden das Sortiment mehrfach erweitert und andere Vertriebswege gesucht. 1954 wurde eine Freidreherei-Abteilung für Kunstgewerbeartikel als Ergänzung zur Serienproduktion geschaffen. Unter der Einführung des Stahldruckes konnten naturgetreue Motive aufgebracht werden. 1958 erfolgte die Entwicklung einer Spezialmasse zur Auskleidung von Gefässen. Ab 1965 kam ein schrittweiser Rückbau der Produktion keramischer Erzeugnisse. 1973 kam es dann zur endgültigen Stilllegung.

## Ziegler-Keramiken
Die Keramiken, die im Laufe der Jahrzehnte in der Zieglers Tonwarenfabrik hergestellt wurden, waren sehr vielfältig und breit gefächert. Ziegelsteine, Flachdach, Besetzblätter, Schnitzling, Hohlziegel, Falzziegel architektonische Verzierungen, Terrakotta-Figuren, Taufbecken, Urnen, Medaillen, Büsten, Waschgarnituren, Leitungsröhren, verschiedene Geschirrsorten und anderes. Die Plastiken, die Oechslin zugeschrieben werden, die heiligen Paulus, Petrus und Markus, die Büsten von Napoleon III. und Eugenie, bezeugen neben den Gebrauchsgegenständen des Programms auch einen künstlerischen Anspruch. Das Tafelgeschirr und die Kunstkeramik des Schaffhauser Bildhauers Johann Jacob Oechslin gelangten mit der braunen Suppenterrine in das Historische Museum in Vieux-Vevey. 1834 wurde ein Ziegler’scher Fayence-Teller im Keramik-Museum in Sevres bei Paris aufgenommen. Es wurden keramische Behälter für die Chemische Fabrik in Winterthur produziert, auch braunes Kochgeschirr, Vasen, schwarzes Geschirr, doppelt gebranntes Geschirr, weisse, blaue, gelbe Zinnglasur-Fayencen, das sogenannte Protuter Geschirr, graublau geblümtes Steinzeug mit Salzglasuren und weisses Schaffhauser Steingut.
Ab 1947 wurden kunstvolle Vasen vorwiegend von Gustav Spörri geschaffen. Erhalten sind von dem Programm der Fabrikation alte Kataloge, Preislisten bzw. Musterblätter, auf denen verschiedene Produkte abgebildet sind: Von 1860 Röhren, von 1863 Kochgeschirr, Vasen und Dosen, von 1865 und 1869 Vasen, Taufbecken, Hängelampen, Briefbeschwerer, architektonische Verzierungen, sowie ein Produktalbum 1915, 1926.

## Hauptkünstler
Der Bildhauer Johann Jacob Oechslin wurde am 19. Februar 1802 in Schaffhausen geboren. Er wurde von Johann Conrad Spengler 1817 in eine Steinmetzlehre aufgenommen, gleichzeitig nahm er Zeichenunterricht bei Johannes Hauenstein. Zwischen 1822 und 1824 ermöglichte ihm ein Geschäftsmann und Kunstsammler von Schaffhausen einen Aufenthalt bei Johann Heinrich Dannecker in Stuttgart. Von dort aus zog er mit seinem Kollegen Heinrich Maximilian Imhof nach Rom und arbeitete für drei Jahre in der Werkstatt von Bertel Thorvaldsen. 1827 kehrte er zurück und fand eine Anstellung bei Friedrich Distelbarth. 1829 heiratete er Ursula Meyer, die Tochter des Malers- bzw. Wagmeisters Johann Konrad Meyer von Schaffhausen und bekam bei ihm eine Anstellung. Ab 1834 weilte er kurz in Fribourg, 1835 in Basel und 1844 siedelte er nach Konstanz über und heiratete nach dem Tod seiner ersten Frau 1844 die Tochter des Bildhauers Josef Sporer. Ab 1846 war Oechslin wieder in Schaffhausen, von wo er zahlreiche Aufträge für die Städte Andelfingen, St. Gallen, Basel, Zürich, Schaffhausen, Winterthur und Ulm ausführen konnte. Durch eine Petition des Kunstvereins von Schaffhausen an den Stadtrat im Jahr 1861 konnte der Künstler das «Mohrengütli», später «Künstlergütli» als Ausstellungsgebäude mit Atelier und Wohnung zur freien Nutzung beziehen. Seine letzten Jahre verbrachte er im Pfrundhaus in Schaffhausen, wo er 1873 verstarb.
Der Keramiker Gustav Spörri wurde im Juli 1902 in Zell am Harmersbach in Süddeutschland geboren. Sein Vater war ein aus dem schweizerischen Tösstal eingewanderter Töpfer. Er begann nach der Schule mit einer Lehre als Keramikmaler in Zell am Harmersbach. Danach folgten Weiterbildungen an der Staatlichen Majolika-Manufaktur in Karlsruhe, an der Kunstgewerbeschule Dresden und an der Kunstakademie in Wien. Von 1932 bis 1945 war er bei Villeroy & Boch in Dresden angestellt und als Kunstbeirat und künstlerischer Leiter tätig. 1946 kam er in Gefangenschaft der Roten Armee und konnte 1948 durch Unterstützung aus Bern mit seiner Familie in die Schweiz fliehen. Von 1949 bis 1964 arbeitete er in der Kunstkeramischen Abteilung der Ziegler AG in Schaffhausen, deren künstlerischer Leiter er war. Seine damalige Assistentin und ausgebildete Malerin Verena Schwarz, die von 1957 bis zum Oktober 1965 in der Tonwarenfabrik tätig war, glasierte vornehmlich seine frei gedrehten Gefässe, nachdem er seine Motive aufgebracht hatte. 1951 baute das Ehepaar Spörri das Wohn- und Atelierhaus «Trubeguetli» in Neuhausen am Rheinfall auf, wo er seiner selbständigen künstlerischen Tätigkeit als Keramiker nachging. Von 1965 bis 1976 arbeitete er ausschliesslich im «Trubegütli». Er schuf Keramiken, Mosaiken, Ölbilder, Aquarelle, Zeichnungen und Hinterglasmalereien an. Im Mai 1976 starb er mit 74 Jahren in Schaffhausen. Seine Keramiken sind in zahlreichen Sammlungen vertreten, z. B. in der Schwarz-Stadler Sammlung, der Sammlung Dörig-Helbling, der Sammlung Michael-Gautschi, der Sammlung Museum zu Allerheiligen, der Sammlung Nationalmuseum.
Einen umfassenden Überblick über die Produktionsbreite der durch 195 Jahre hindurch produzierten Tonwaren in der Tonwarenfabrik Ziegler in Schaffhausen gibt die Ausstellung im Museum zu Allerheiligen, Schaffhausen unter dem Titel: «Ziegler Keramik; Begehrte Schaffhauser Tonwaren 1828–1973».